# Crossogyna orbicularis
Crossogyna orbicularis là một loài rêu tản trong họ Jungermanniaceae. Loài này được (Grolle) Schljakov miêu tả khoa học lần đầu tiên năm 1975.